# Sewarhi
Sewarhi es un pueblo y nagar Panchayat situado en el distrito de Kushinagar en el estado de Uttar Pradesh (India). Su población es de 23077 habitantes (2011). 

## Demografía
Según el censo de 2011 la población de Sewarhi era de 23077 habitantes, de los cuales 12110 eran hombres y 10967 eran mujeres. Sewarhi tiene una tasa media de alfabetización del 83,35%, superior a la media estatal del 67,68%: la alfabetización masculina es del 89,47%, y la alfabetización femenina del 76,57%.